# Jak to vlastně bylo aneb Zfalšované volby
Jak to vlastně bylo aneb Zfalšované volby (v anglickém originále Take My Life, Please) je 10. díl 20. řady (celkem 430.) amerického animovaného seriálu Simpsonovi. Scénář napsal Don Payne a díl režíroval Steven Dean Moore. V USA měl premiéru dne 15. února 2009 na stanici Fox Broadcasting Company a v Česku byl poprvé vysílán 15. listopadu 2009 na stanici ČT2. Jedná se o první díl Simpsonových, který byl premiérově odvysílán v poměru 16 : 9 a rozlišení HD.

## Děj
Na Springfieldskou zeď slávy je uveden muž jménem Vance Connor a Homer vypráví, jak na střední škole kandidoval proti Vancovi na předsedu třídy a prohrál. Později se v hospodě U Vočka Lenny a Carl přiznají Homerovi, že jim bývalý ředitel jeho střední školy Harlan Dondelinger nařídil, aby zakopali urnu s volebními hlasy. Poté, co urnu vykopou, Líza přepočítá hlasy a Homer je šokován, když zjistí, že podle hlasů vyhrál on. Rozhořčeně konfrontuje vysloužilého Dondelingera, který mu vysvětlí, že dva studenti přemluvili své spolužáky, aby hlasovali pro Homera, aby ho v případě vítězství mohli ponížit, a tak Dondelinger schoval volební urnu, aby se pokusil Homera ušetřit ostudy. 
Během rodinné večeře v Luigiho restauraci představí Luigi Risotto Homera svému kuchaři, který podle něj dokáže podle určitého způsobu míchání rajčatové omáčky poznat, jaký mohl být něčí život. Pomocí své kouzelné rajčatové omáčky pomůže Homerovi zjistit, jaký by byl jeho život, kdyby vyhrál volby: Homer by byl bohatý, měl by lepší pozici v jaderné elektrárně, bydlel by v sídle na místě, kde nyní žijí Flandersovi, byl by blíž dědečkovi, jenž by obýval dům Simpsonových, a Homer by nebyl plešatý. Děti by se nenarodily, protože Homer by nezapomněl před sexem použít ochranu; Marge je z toho zmatená a snaží se Homera přesvědčit, že jejich život by byl bez Barta, Lízy a Maggie mizerný. Ten zůstává nepřesvědčen a po zjištění, že jeho život by byl mnohem lepší, kdyby vyhrál, se dostává do ještě větší deprese, dokonce skočí do hrnce, aby se pokusil „žít v omáčce“. 
Homer zůstává několik dalších dní doma. Marge přesvědčí zdráhajícího se Homera, aby se s ní šel projít ke Springfieldské zdi slávy, kde se dozví, že jeho jméno tam bylo vyvěšeno poté, co se Marge postavila Dondelingerovi a donutila ho udělat správnou věc. Chlapec se s ním pak nechá vyfotografovat. Homer, nyní mnohem šťastnější, jde do korejské restaurace, o které Bart říká, že „prodává hovězí maso, které píše datum vaší smrti“.

## Produkce
Scénář k dílu napsal Don Payne a režíroval jej Steven Dean Moore. Byla to první epizoda Simpsonových vysílaná v televizi ve vysokém rozlišení 720p, i když to nebylo poprvé, kdy se Simpsonovi objevili ve vysokém rozlišení. První simpsonovskou produkcí, která byla vyvedena v HD rozlišení, byli Simpsonovi ve filmu. S novým vysílacím systémem přišla i nová úvodní pasáž. Jednalo se o první větší trvalou změnu úvodu seriálu od přidání úvodu ve 2. řadě; předchozí změny zahrnovaly variace v délce trvání úvodu a speciální jednorázové úvody pro Speciální čarodějnické díly a několik dalších. Toto nové intro také obsahuje 3D animaci, když kamera přejíždí nad Springfieldem. Tvůrce Simpsonových Matt Groening řekl deníku New York Post: „Mraky na samém začátku hlavní znělky mi vždycky připadaly neuspokojivé. Můj původní pokyn animátorům zněl, aby mraky byly co nejrealističtější, a když projdeme mraky, vstoupíme do tohoto kresleného vesmíru Simpsonových. Konečně se po několika desetiletích přiblížili tomu, co jsem měl v hlavě. Ne dokonalému, ale lepšímu.“.

## Kulturní odkazy
Když Marge podruhé vezme Homera ke zdi slávy, Homer řekne: „Proto jste mě sem přivedli, duchové?“, což je odkaz na román Charlese Dickense Vánoční koleda. Ve volbách předsedy třídy je ukázáno, že alespoň jeden hlas byl odevzdán Fonziemu, postavě ze sitcomu Happy Days, zatímco Homer nechápe, že Bruce Wayne je pravá identita superhrdiny Batmana. Kromě toho Homerův volební plakát tvrdí, že ho podporují filmy Hvězdné války a Čelisti, a vidíme ho, jak objímá Dartha Vadera. Během gaučového gagu v epizodě Simpsonovi pronásledují gauč ulicemi San Francisca, což odráží scénu automobilové honičky ve filmu Bullitt z roku 1968.
V epizodě zazní písně „Rock the Boat“ od The Hues Corporation a „Jive Talkin' “ od Bee Gees, zatímco jako třídní píseň si vybere „Colour My World“ od Chicaga.

## Přijetí
Epizodu sledovalo 6,82 milionu diváků. Ve srovnání s epizodou seriálu Tatík Hill a spol., která se vysílala ten večer, zvítězil díl ve své hodině v demografické skupině diváků ve věku 18–49 let.
Po odvysílání epizoda získala od televizních kritiků smíšené hodnocení. 
Rene Rosa z UGO napsal: „Když mě nejvíce rozesmály sebereferenční vtipy o přechodu epizody na HD, které trvají jen pár vteřin, došlo mi, že něco není dobře. Tohle může být ‚nejostřejší epizoda vůbec‘, ale rozhodně není nejvtipnější. Přesto je v epizodě několik skutečně roztomilých hořkosladkých momentů, (…) ale stále to nestačí na to, aby to seriál zahnalo do neuchopitelných vtipných vod, ve kterých žil dříve.“.
Steve Heisler z The A.V. Clubu napsal: „Pokud se zdá, že se toho děje hodně, je to proto, že se toho děje hodně. Epizoda mohla být klidně jen jedna – Homer se vypořádává se svým komplexem méněcennosti Vance, nebo se vydává zjistit pravdu o volbách od bývalého ředitele, nebo to mohla být zcela retrospektivní epizoda. Ale místo toho se Simpsonovi snaží o všechny tři epizody, jednu v každé části. Seriál existuje už 20 let; dokázal bych si představit, že by se dalo vytěžit hodně z toho, kdyby se na 19 minut zahloubal do jednodušší dějové linie. Místo toho se Jak to vlastně bylo drolí pod tíhou svého nafouklého děje – nemluvě o tom, že přílišné vysvětlování vtipů tomu rozhodně nepomáhalo.“.
Robert Canning z IGN si myslí, že to byla zábavná epizoda, a uvedl, že „pomohlo, že se hlavní retrospektivy, kterých se to týkalo, odehrávaly ve fantasy světě, aby neovlivnily celý seriál. Ale i v těchto retrospektivách zůstaly vtipy věrné tomu, co známe ze seriálu. Když k tomu přidáme skvělý nový vzhled seriálu, dostaneme nezapomenutelnou epizodu z dvacáté řady Simpsonových.“
Erich Asperschlager z TV Verdictu uvedl, že měl vždycky rád retrospektivy a epizody s alternativní budoucností, a Jak to vlastně bylo je podle něj spojila „chytrým způsobem“. Dodal: „Možná je to tou nablýskanou novotou, ale podle mě to byla jedna z nejlepších epizod této řady. Plně využila nový širokoúhlý formát, aby do něj nacpala spoustu detailů v pozadí a vtipů, které se jen tak nevidí. Finále se trochu táhlo a mohli věnovat více času surreálnosti Homerovy téměř stejné alternativní minulosti, ale to jsou drobné výtky.“.
Don Payne byl za scénář k této epizodě (spolu s dalšími díly Simpsonových Burns a včely, Kráska přes internet, Gone Maggie Gone a Nešťastná svatba) v roce 2010 nominován na Cenu Sdružení amerických scenáristů v kategorii animovaných děl, ale prohrál s Nešťastnou svatbou.